# Franck Dja Djédjé
Franck Dja Djédjé (ur. 2 czerwca 1986 w Abidżanie) – piłkarz z Wybrzeża Kości Słoniowej grający na pozycji napastnika.

## Kariera klubowa
Dja Djédjé urodził się w Abidżanie, a w wieku 12 lat wyemigrował do Francji. Karierę piłkarską rozpoczął w paryskim klubie SC Solitaire de Paris, ale już w wieku 13 lat podjął treningi w szkółce piłkarskiej Paris Saint-Germain. W 2003 roku był już w kadrze pierwszej drużyny, a 2 listopada tamtego roku zadebiutował w Ligue 1 w przegranym 0:1 domowym meczu z RC Lens (w 88. minucie zmienił Albańczyka Lorika Canę). W całym sezonie rozegrał jeszcze jedno spotkanie, a latem 2004 został wypożyczony do drugoligowego Stade Brestois 29. W nowym zespole swój pierwszy mecz rozegrał 6 sierpnia przeciwko AS Nancy (3:2). W 2005 roku po rozegraniu 21 meczów dla Brestu powrócił do PSG i wystąpił we dwóch meczach ligowych sezonu 2005/2006.
W 2006 roku Dja Djédjé ponownie został wypożyczony do drugoligowego zespołu, tym razem do Grenoble Foot 38. Swój debiut w Grenoble zaliczył 8 sierpnia w meczu przeciwko EA Guingamp (1:0). Zdobył 5 bramek w Ligue 1, a w 2007 roku przeszedł do Grenoble na stałe za pół miliona euro. Swoimi 10 golami przyczynił się do awansu drużyny do Ligue 1.
W styczniu 2009 roku podpisał kontrakt z RC Strasbourg. Latem tamtego roku został wypożyczony do Vannes OC, w którym rozegrał 29 meczów. Przed sezonem 2010/2011 przeszedł do beniaminka Ligue 1, AC Arles-Avignon. W nowej drużynie zadebiutował w spotkaniu z FC Sochaux-Montbéliard, w którym strzelił także pierwszego gola, a jego trafienie było pierwszą bramką klubu w historii występów we francuskiej ekstraklasie.
31 sierpnia 2012 przeniósł się do ukraińskiego Czornomorca Odessa. 3 marca 2014 roku w związku z niestabilną sytuacją na Ukrainie za obopólną zgodą kontrakt został anulowany, a już wkrótce podpisał 3-miesięczny kontrakt z norweskim Sarpsborg 08 FF. 23 lipca 2014 opuścił norweski klub a 3 września 2014 został piłkarzem Dynama Mińsk.
| Sezon   | Klub                | Kraj       | Rozgrywki             | Mecze | Bramki |
| ------- | ------------------- | ---------- | --------------------- | ----- | ------ |
| 2003/04 | Paris Saint-Germain | Francja    | Ligue 1               | 2     | 0      |
| 2004/05 | Stade Brestois 29   | Francja    | Ligue 2               | 21    | 0      |
| 2005/06 | Paris Saint-Germain | Francja    | Ligue 1               | 2     | 0      |
| 2006/07 | Grenoble Foot 38    | Francja    | Ligue 2               | 33    | 5      |
| 2007/08 | Grenoble Foot 38    | Francja    | Ligue 2               | 36    | 10     |
| 2008/09 | Grenoble Foot 38    | Francja    | Ligue 1               | 18    | 1      |
| 2008/09 | RC Strasbourg       | Francja    | Ligue 2               | 9     | 0      |
| 2009/10 | RC Strasbourg       | Francja    | Ligue 2               | 1     | 0      |
| 2009/10 | Vannes OC           | Francja    | Ligue 2               | 29    | 2      |
| 2010/11 | AC Arles-Avignon    | Francja    | Ligue 1               | 3     | 1      |
| 2011/12 | OGC Nice            | Francja    | Ligue 1               | 27    | 4      |
| 2012/13 | OGC Nice            | Francja    | Ligue 1               | 3     | 0      |
| 2012/13 | Czornomoreć Odessa  | Ukraina    | Premier-liha          | 22    | 4      |
| 2013/14 | Czornomoreć Odessa  | Ukraina    | Premier-liha          | 16    | 3      |
| 2014    | Sarpsborg 08 FF     | Norwegia   | Eliteserien           | 14    | 2      |
| 2014    | Dynama Mińsk        | Białoruś   | Wyszejszaja liha      | 6     | 3      |
| 2014/15 | Hibernian F.C.      | Szkocja    | Scottish Championship | 11    | 2      |
| 2015/16 | Al-Shahania SC      | Katar      | Qatargas League       | ?     | ?      |
| 2017    | Irtysz Pawłodar     | Kazachstan | Priemjer Ligasy       | 15    | 2      |
| 2017    | Kajsar Kyzyłorda    | Kazachstan | Priemjer Ligasy       | 11    | 1      |
| 2018    | Kajsar Kyzyłorda    | Kazachstan | Priemjer Ligasy       | 17    | 2      |
| 2019/20 | AS Cannes           | Francja    | CFA 2                 |       |        |

## Kariera reprezentacyjna
W swojej karierze Dja Djédjé występował w młodzieżowych reprezentacjach Francji w kategoriach U-17, U-18, U-19 i U-21. Z kadrą U-17 w 2003 roku został wicemistrzem Europy, a z kadrą U-19 w 2005 roku wywalczył mistrzostwo kontynentu. W 2008 roku zdecydował się reprezentować barwy Wybrzeża Kości Słoniowej i z kadrą U-23 wystąpił na Igrzyskach Olimpijskich w Pekinie.

## Życie prywatne
Jego brat, Brice, również jest piłkarzem.